# Schloss Zaitzkofen

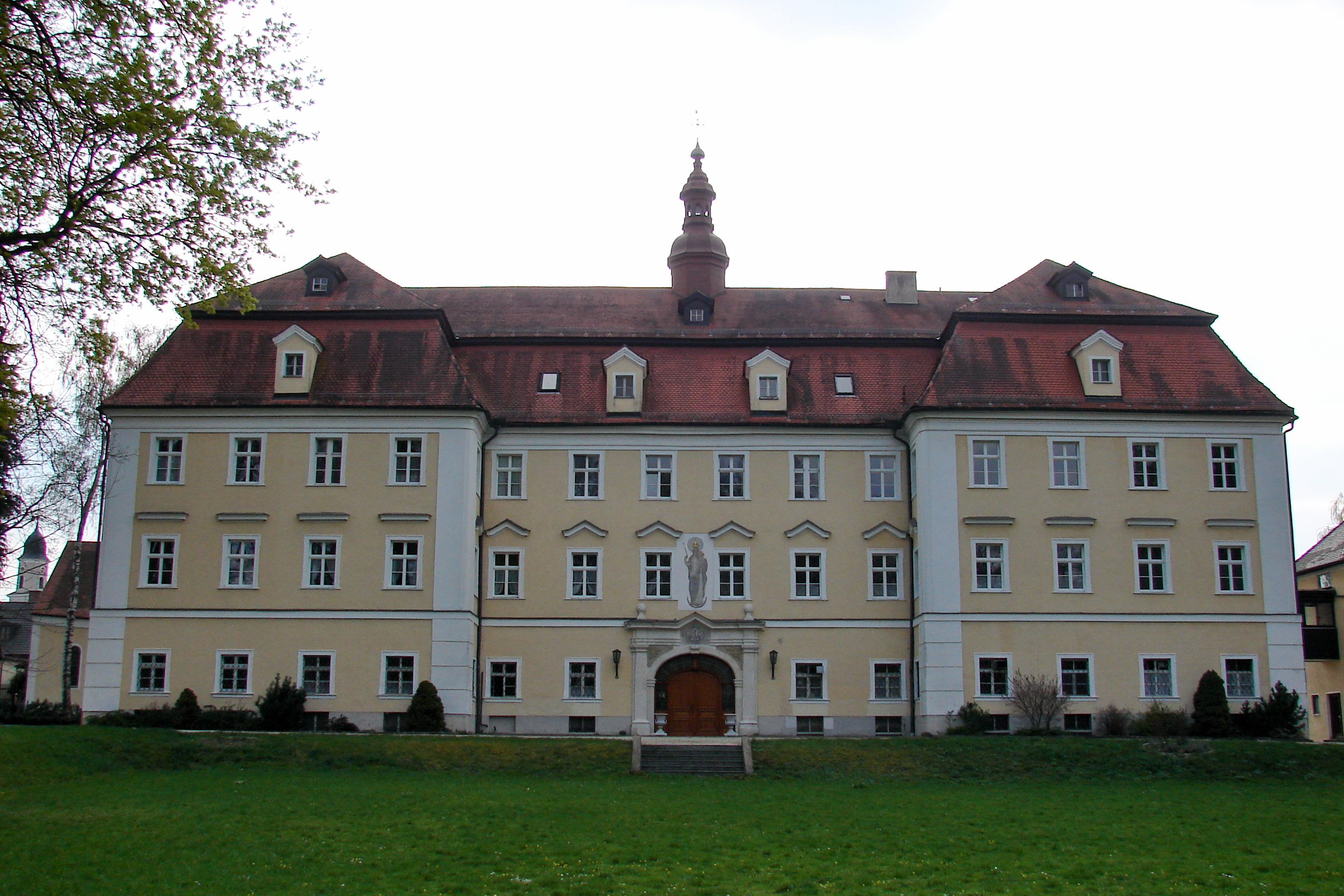
Schloss Zaitzkofen

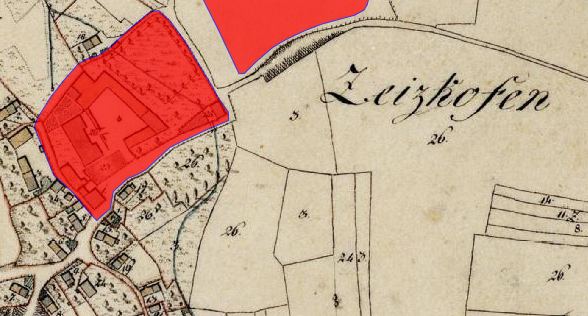
Lageplan von Schloss Zaitzkofen auf dem Urkataster von Bayern

Das Schloss Zaitzkofen ist ein denkmalgeschütztes Gebäude in Zaitzkofen 15 im Ortsteil Zaitzkofen des Marktes Schierling im Landkreis Regensburg (Bayern). Es beherbergt das Internationale Priesterseminar Herz Jesu. Die Anlage ist unter der Aktennummer D-3-75-196-57 als denkmalgeschütztes Baudenkmal von Zaitzkofen verzeichnet. Ebenso wird sie als Bodendenkmal unter der Aktennummer D-3-7139-0212 im Bayernatlas als „archäologische Befunde des Mittelalters und der frühen Neuzeit im Bereich des Schlosses von Zaitzkofen, ehemals Burg“ geführt.

## Geschichte
Zaitzkofen ist eine bajuwarische Gründung in der Zeit 500–700 n. Chr. an der Römerstraße (via Augustana) von Abensberg nach Straubing. Unter Bischof Ambricho war das Hochstift Regensburg hier bereits begütert. Allerdings waren das Hochstift und das Kloster Sankt Emmeram nicht die einzigen Grundherren in dieser Gegend, sondern ein Uzzant von Zaitzkofen hat hier ein freies Eigen besessen. Um die Mitte des 10. Jahrhunderts scheint bereits das Kloster St. Emmeram die Gerichtsbarkeit in dem Ort ausgeübt zu haben. Am 4. November 1220 gibt Konrad von Zaitzkofen dem Kloster Paring einige Höfe als Seelgerät. Auch sein Sohn Haeinricus von Zeitzkoven, Ministeriale der Domkirche, und seine Frau Beatrix werden genannt, als sie einen Hof an die Kirche zu Paring verschenkten. Am 16. Oktober 1240 belehnt Bischof Siegfried von Regensburg den Friedrich von Berg mit dem Schloss Zaitzkoven (castrum in Zeizkofen). Unter diesem scheint es zur Herausbildung eines weltlichen Sitzes Zaitzkofen gekommen zu sein, denn in der Folge werden keine hochstiftischen Grundherrschaften mehr angegeben.
1337 ist ein Herr Tristan Richter zu Zaitzkofen und erwirbt vom Kloster Paring einen Hof auf dem Berg bei Zaitzkofen, genannt zu Schönhöfen. Am 8. Januar 1356 wird Eberhard der Falkensteiner auf Zaitzkofen erwähnt. Am 16. August 1384 übernimmt Peter der Falkensteiner zu Zaitzkofen auf Bitten des Abtes Heinrich von Mallersdorf das Gerichtsamt zu Mallersdorf. 1390 wirkt Hans von Pinkofen als Richter am Ort, 1399 Jobs der Tosch, 1402 Heinrich der Hägadem und 1404 ist Konrad der Maushamer Pfleger und Richter zu Zaitzkofen. Am 3. April 1422 verfasst Peter Falkensteiner sein Testament und setzt hier Heinrich und Hanns, die Söhne seiner Nichte Barbara, Frau des Jörg Fraunberger, als Haupterben auf Zaitzkofen und Falkenfels ein. Hans Fraunberger besitzt Zaitzkofen noch bis 1440. 1443 wird hier als Pfleger Balthasar Maushamer genannt. 1448 gehört die Hofmark der Kunigunde von Eck, Witwe des Hans Fraunberger. 1470 entspinnt sich ein Streit zwischen den Fraunbergern und den Paulsdorfern um Zaitzkofen. 1471 spricht Herzog Ludwig die Zaitzkofener Güter den Paulsdorfern zu, da die Fraunberger keine männlichen Nachfahren mehr aufweisen konnten (letztere werden mit einem Geldbetrag abgefunden). 1470 sind die Paulsdorffer auf der Landtafel als Inhaber von Zaitzkofen eingetragen. In der Landtafel von 1500 werden hier Hans Paulsdorfer und Georg von Günsberg als Hofmarksherren angeführt. Von 1510 bis 1808 war Zeitzkofen im Besitz der Herren, ab 1685 Reichsgrafen von Königsfeld; vermutlich wurden sie für ihre Verdienste in Spanien von Kaiser Karl V. damit belohnt. Um 1730 erfolgte ein Neubau des Schlosses Zaitzkofen durch Johann Georg II. Reichsgraf von Königsfeld. 1786 wurde Zaitzkofen zu einer freien Herrschaft erhoben und am 3. April 1786 erfolgte die Verleihung des jus gladii an die Fideikommissherrschaft Zaitzkofen.

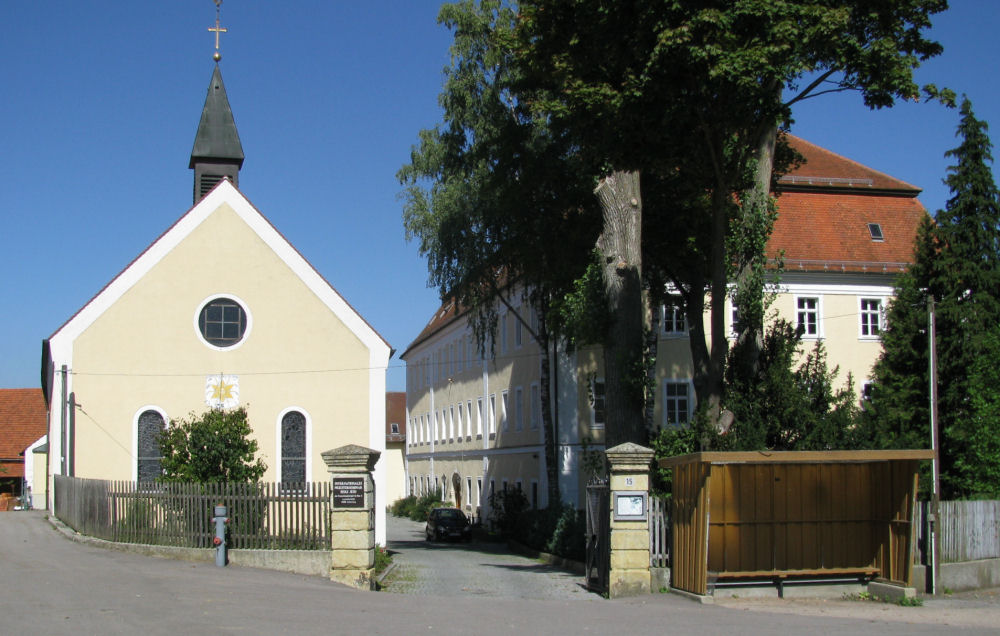
Zufahrt und Kirche

1809 kam das Schloss in den Besitz von Maximilian Joseph von Montgelas, Zaitzkofen war damals ein Mannlehen (ad dies vitae) der Krone und ab 1820 durch Genehmigung von König Max Joseph ein Herrschaftsgericht. Am 1. Oktober 1832 übernahm Fürst von Thurn und Taxis die Montgelas’schen Güter im Regenkreis. Am 4. Oktober 1848 wurde das Herrschaftsgericht Zaitzkofen aufgelöst und dem Landgericht Mallersdorf zugewiesen.
1926 kam das Schloss an die Weißen Väter, danach an die Mariannhiller Missionare. Heute wird das Schloss als Priesterseminar der Priesterbruderschaft St. Pius X. genutzt.

## Gebäude
Das Schloss ist ein dreigeschossiger, breitgelagerter Mansardwalmdachbau mit vorspringenden Eckrisaliten, Werksteinportalen und geohrten Fenstern von um 1730. Die Schlosskapelle im zweiten Geschoss wurde um 1720 gestiftet. Weiter sind Reste der Schlosseinfahrt mit rustizierten Pfeilern erhalten.